# Gabrovec pri Kostrivnici
Gabrovec pri Kostrivnici este o localitate din comuna Rogaška Slatina, Slovenia, cu o populație de 66 de locuitori.